# Bataille de Salla (1939)
Pour les articles homonymes, voir Bataille de Salla.
Guerre d'Hiver
Batailles
- Tolvajärvi
- Suomussalmi
- Taipale
- Route de Raatte
- Honkaniemi
- Kollaa
- Salla

La bataille de Salla fut livrée entre les troupes finlandaises et soviétiques dans le nord de la Finlande du 30 novembre 1939 au 28 février 1940 pendant la guerre d'Hiver.

## Contexte historique

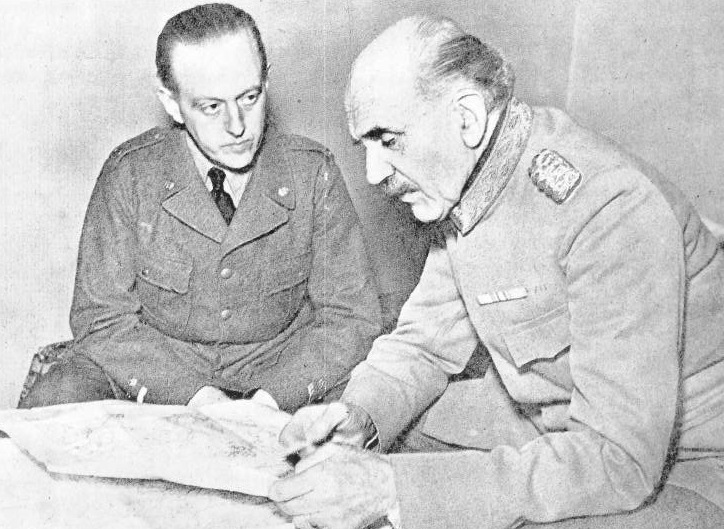
Le général Ernst Linder, commandant du Corps des Volontaires suédois, et son chef d'état-major Carl August Ehrensvärd, à Tornio.

Les Soviétiques avaient l'ordre de capturer Salla afin d'avancer sur Kemijärvi et Sodankylä.

## Déroulement de la bataille

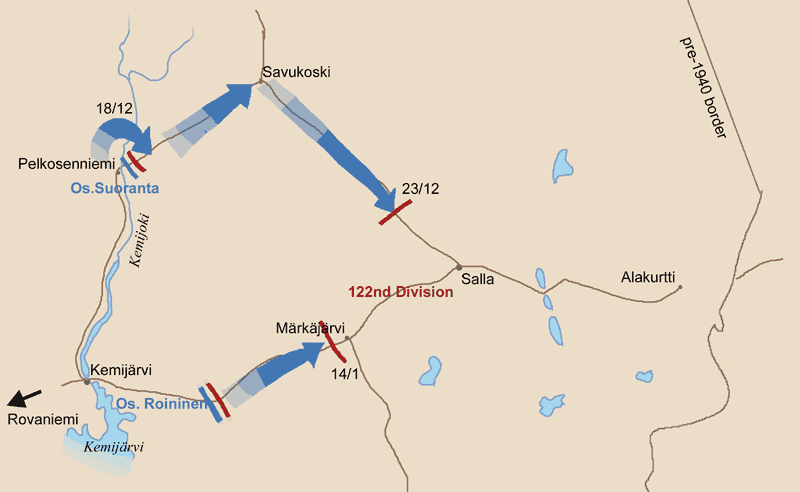
Les contre-attaques finlandaises et la retraite soviétique.

Les troupes finlandaises ont réussi à stopper l'avance soviétique à l'est de Kemijärvi.
Les Soviétiques ont contraint les Finlandais à se replier sur la rivière Kemijoki, mais ne sont en revanche pas en mesure de percer leurs défenses sur la rivière. Le 13 janvier 1940, la 9e armée soviétique ordonne à la 122e division de se replier sur le village de Märkäjärvi. Après cette date, aucun combat majeur n'a lieu, en dehors de quelques petites escarmouches. Au cours des derniers jours de février 1940, les troupes finlandaises sont remplacées par des volontaires suédois, norvégiens et danois du Svenska Frivilligkåren.